# Muszkutynci
Muszkutynci (ukr. Мушкутинці) – wieś na Ukrainie, w obwodzie chmielnickim, w rejonie kamienieckim, w hromadzie Dunajowce. W 2001 liczyła 910 mieszkańców.